# Agrotis nitida
Agrotis nitida là một loài bướm đêm trong họ Noctuidae.